# Simone Bossi
Simone Bossi (Codogno, 23 agosto 1976) è un ex politico italiano.

## Biografia
Nato a Codogno (LO),
Vive a San Bassano (CR). 

## Attività politica
Segretario Provinciale Lega Nord Cremona dal 2009 al 2012 e dal 2016 al 2018. 
Dal 2009 al 2014 Consigliere Comunale e Assessore al Comune di San Bassano (CR) con delega all'Urbanistica, Sicurezza e Viabilità. 
Dal 2013 al 2017 Membro del Consiglio di Amministrazione di Autostrade A21 Centropadane Spa

### Elezione a Senatore della Repubblica
Alle elezioni politiche del 2018 viene eletto al Senato della Repubblica, nelle liste della Lega nella circoscrizione Lombardia.
Alle elezioni politiche del 2022 non viene rieletto. 
Segretario della Commissione Politiche Europee Senato della Repubblica
Vice Presidente della Commissione Politiche Europee Senato della Repubblica 
Membro della Commissione Parlamentare Eco reati
Segretario Provinciale  Lega Salvini Premier provincia di Cremona dal 2022 ad oggi